# Dasytrogus baal
Dasytrogus baal är en skalbaggsart som beskrevs av Rudolph Petrovitz 1968. Dasytrogus baal ingår i släktet Dasytrogus och familjen Melolonthidae. Inga underarter finns listade i Catalogue of Life.